# Diablo Swing Orchestra
Das Diablo Swing Orchestra (kurz: DSO) ist eine schwedische Metal- bzw. Crossover-Band. Ihr Stil zeichnet sich durch eine Mischung aus traditionellem Metal, Jazz, Progressive Rock und neoklassischer Musik aus.

## Geschichte
Die Band wurde 2003 gegründet, gleich darauf wurde die Demo-EP Borderline Hymns veröffentlicht. Durch die Teilnahme am internationalen Emergenza-Wettbewerb in Schweden erlangte die Band einen Plattenvertrag beim Label Guillotine Grooves. Dort wurde 2006 das erste Album The Butcher’s Ballroom zuerst in Skandinavien, 2007 dann im Rest der Welt auf den Markt gebracht. Es wurde zudem später unter einer Creative-Commons-Lizenz auf Jamendo kostenlos und digital verfügbar gemacht. The Butcher’s Ballroom wurde von Kritikern positiv aufgenommen und gewann 2006 den Metal-Storm Award.
2006 tourte die Band in Skandinavien und in ausgewählten Clubs Zentraleuropas. Im deutschsprachigen Raum hatte sie zudem einen Liveauftritt im August 2008, als sie auf einem der größten Metalfestivals Deutschlands, dem Summer Breeze, über eine halbe Stunde lang ihr Repertoire vorführen durfte. Im September 2009 erschien das zweite Studioalbum Sing Along Songs for the Damned & Delirious beim neuen Label Ascendance Records.
2014 verließ Sängerin und Gründungsmitglied Annlouice Loegdlund die Band, um sich auf ihre Karriere als Opernsängerin zu konzentrieren. Nachfolgerin wurde Kristin Evegård.

## Stil
Der Stil der Band zeichnet sich durch eine unkonventionelle Mischung diverser Stilistiken aus. Elemente des Mainstream-Jazz werden mit harten Gitarren-Riffs durchsetzt, die Besetzung mit Querflöte, Violine und Cello erzeugt zudem neoklassische und barocke Einlagen. Die Sängerin Annlouice Loegdlund, ausgebildet im Operngesang, singt in Sopranlage. Die Songtexte sind auf Englisch, Latein und Italienisch. 
Das Image der Band ist von einer die Metalszene ironisierenden Selbstmystifizierung geprägt. Als offizielle Biografie der Band wird ein künstlicher Mythos geschaffen: Die Band bestünde seit dem Mittelalter, wurde dort aber von der Kirche ob ihres teuflischen Musikstils verboten. 600 Jahre später reinkarnierten die damaligen Musiker in das heutige Diablo Swing Orchestra.  

## Diskografie
- Borderline Hymns (2003, Demo)
- The Butcher’s Ballroom (2006, Guillotine Grooves)
- Sing Along Songs for the Damned & Delirious (2009, Ascendance Records)
- Pandora’s Piñata (2012, Plastic Head Distribution)
- Pacifisticuffs (2017)[4]
- Swagger & Stroll Down the Rabbit Hole (2022)